# 圣聂勒和圣亚基略大殿

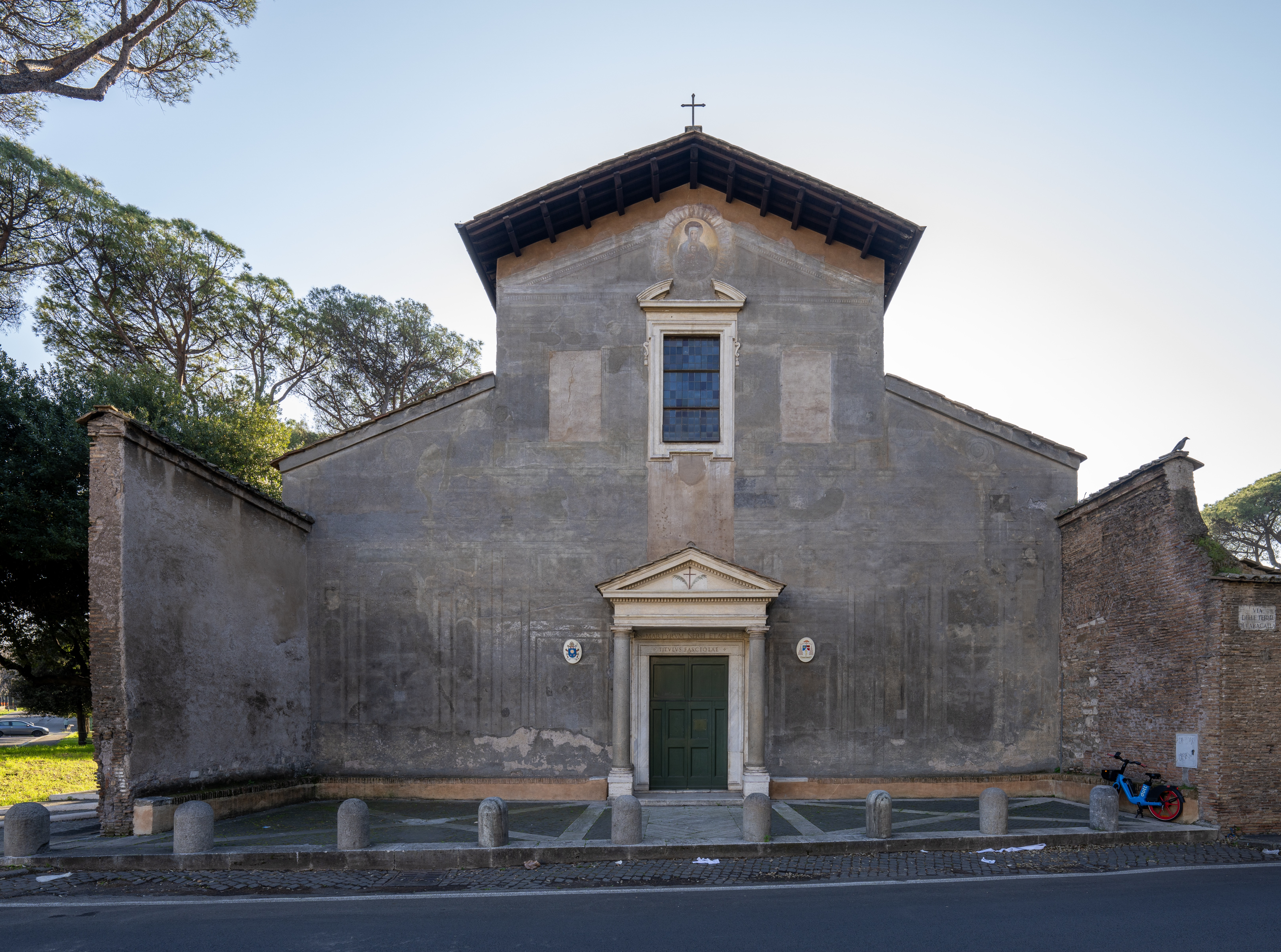
立面

圣聂勒和圣亚基略大殿（義大利語：Santi Nereo e Achilleo）是意大利罗马的一座第四世纪宗座圣殿，位于切利奧区的卡拉卡拉浴场街，面对卡拉卡拉浴场的正门。該聖堂也是一間司鐸級樞機領銜聖堂。 
在13世纪，两位殉道者的圣髑从殉道者墓窟移来。
墙上的壁画描绘了很多可怕的细节，但柔和的色彩多少减轻了可怕的图片效果。

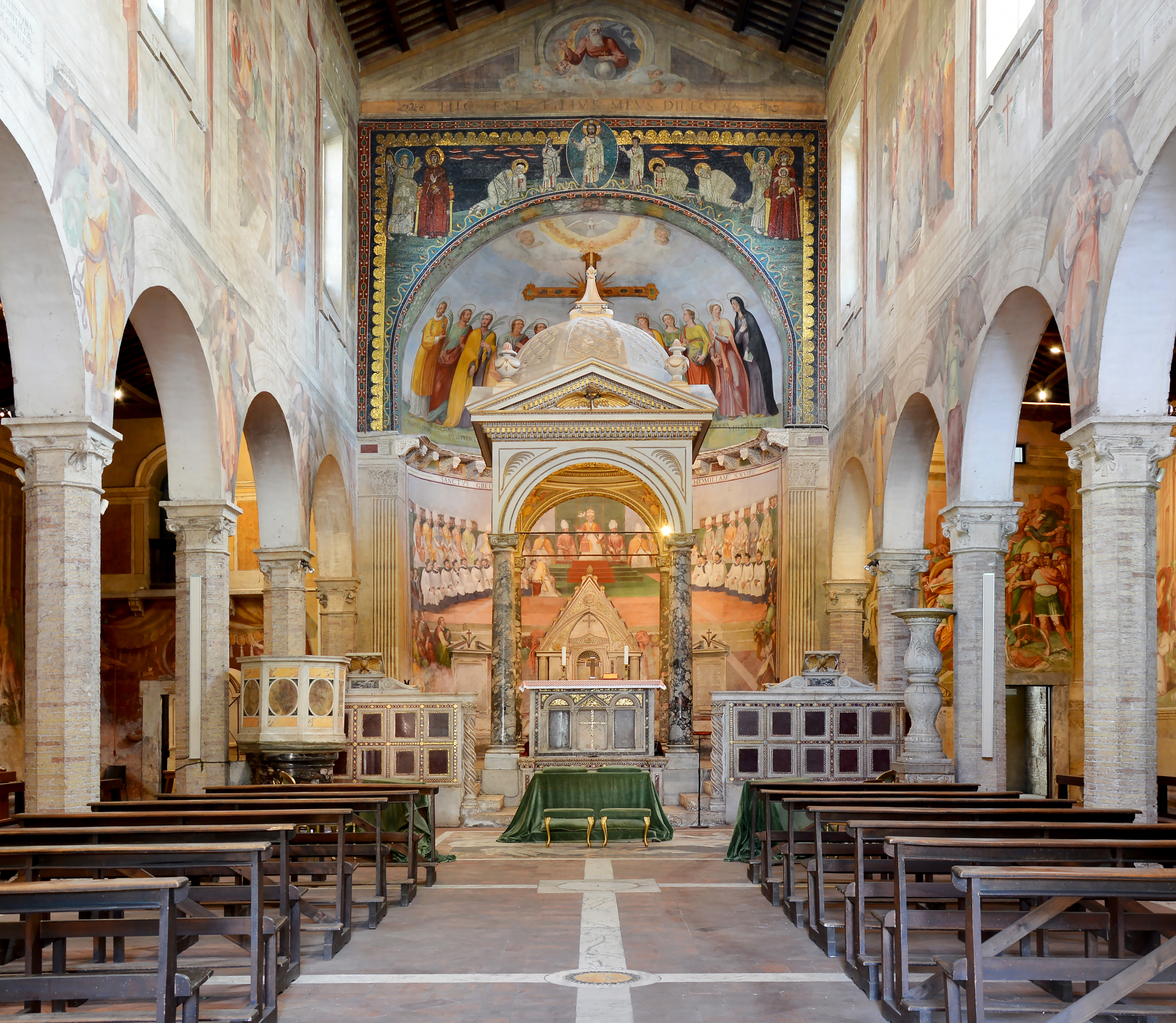
祭台

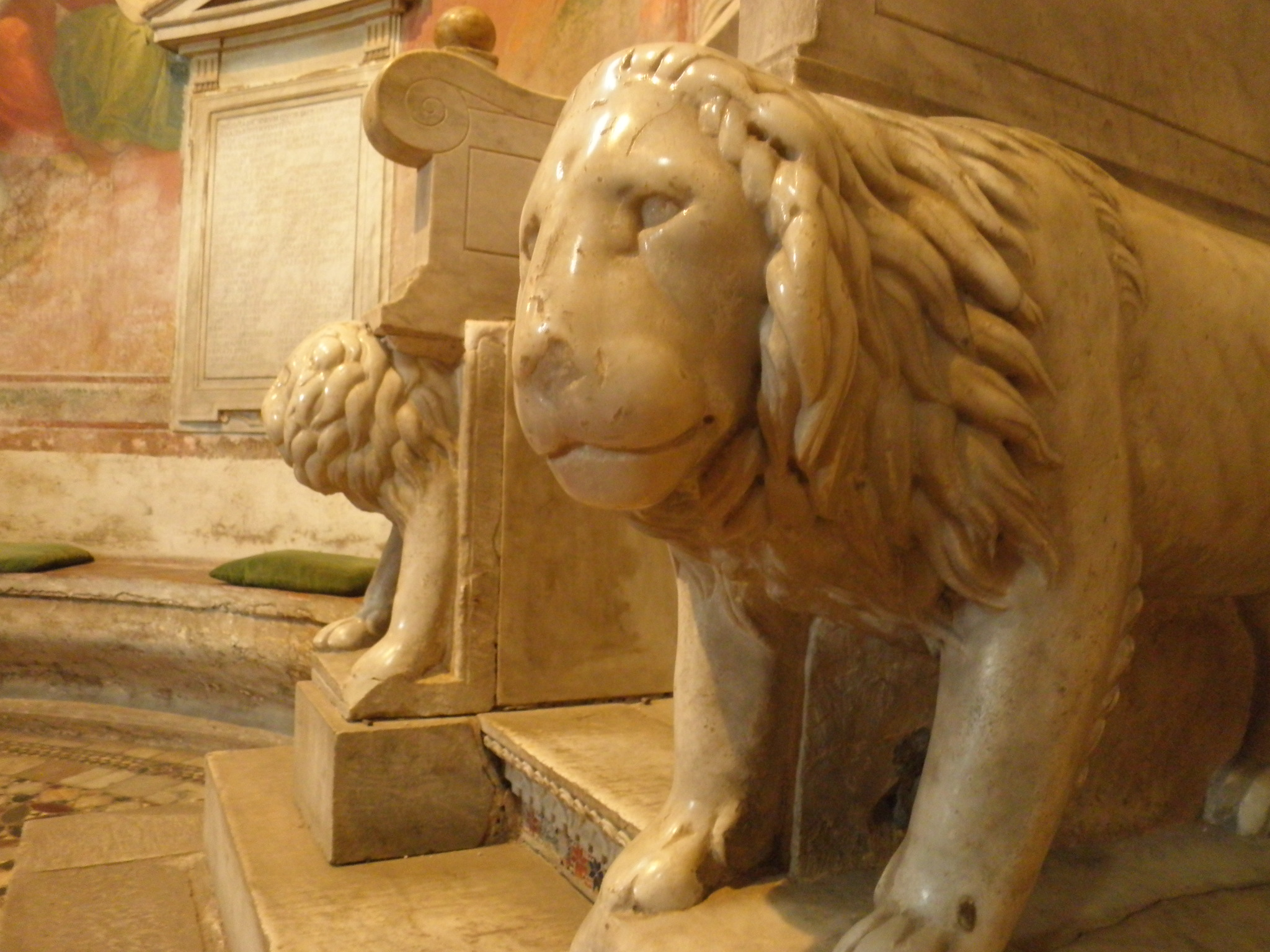
狮子

41°52′48.8″N 12°29′41.2″E / 41.880222°N 12.494778°E